# Существо из Чёрного озера
«Существо из Чёрного озера» (англ. Creature from Black Lake) — американский независимый фильм ужасов режиссёра Джоя Н. Хоука младшего. Главные роли в картине исполнили Джек Элам, Даб Тейлор, Деннис Фимпл и Джон Дэвид Карсон. Фильм был снят на волне популярности фильмов о снежном человеке в 1970-х годах, после выхода фильма «Легенда Богги Крик» (1972) который популяризовал данную тему. Данный фильм является одним из ранних в карьере оператора Дина Канди.
Фильм рассказывает о двух студентах чикагского колледжа, которые, прослушав лекцию о снежном человеке, решают посвятить свои каникулы расследованию этой истории и отправляются на границу Луизианы и Арканзаса. Там они начинают опрашивать свидетелей, начиная с семьи, которая попала в автокатастрофу после столкновения с монстром на дороге, и заканчивая рыбаком из глуши, чей друг был убит существом, которое вытащило его прямо из лодки. В конце концов, монстр начинает преследовать студентов.

## Сюжет
Джо Кантон со своим другом плывут на лодке по озеру и проверяют свои ловушки, кто-то их разорил. В один момент они услышали, что-то странное из леса, развернули свою лодку и собрались уплыть, но из воды появилась волосатая рука монстра и утащила на дно друга Джо.
Паху и Ривс студенты антропологи, они слушают лекцию в Чикагском университете, где профессор рассказывает о существовании таких существ как снежный человек. После лекции два приятеля решают провести летние каникулы на болотах Луизианы в поисках доказательств существования легендарного криптида. Хотя Паху и Ривс понимают, что никто не хочет с ними разговаривать, они постепенно из обрывков фраз местных жителей узнают примерно место обитание существа. Шериф предупреждает их держаться подальше, но студенты узнают о траппере по имени Джо Кантон, который утверждает, что лично встречался с монстром.
На улице студенты встречают Орвилла Бриджеса который рассказывает им о том, что в детстве он видел этого монстра. Вместе они едут к нему домой, где дедушка Орвилла подтверждает историю. Паху и Ривс остаются на ночь на ферме, но ночью бигфут нападает на них, Ривс успевает записать на плёнку рёв существа. На следующий день студенты в городе знакомятся с двумя девушками, одна из которых оказывается дочерью шерифа. Ночью они встречаются в лесу, но опять подвергаются нападению существа. К ним приезжает шериф, отправляет девушек домой, а парней в наказание запирает на ночь за решётку. В это время на дом Джо Кантона нападает бигфут, Джо стреляет в него и прибегает в участок к шерифу. Шериф считает, что Джо просто пьян и закрывает его в камере, чтобы тот проспался. Но когда Ривс и Паху узнают о заявлениях Кантона, то с нетерпением просят у него всю информацию, которую он может им предоставить. Пьяница приглашает их к себе домой, чтобы они лично изучили улики. Они охотно соглашаются, несмотря на предупреждение шерифа Картера о том, что если он снова поймает их в черте округа, то дела у них пойдут гораздо хуже.
Отдалённый дом Кантона оказывается идеальной отправной точкой для Ривса и Паху, чтобы отправиться на поиски чудовища. Кантон советует им определённое место, где он часто видел следы этого существа, и они следуют его указаниям, отправляясь туда в одиночку. Они находят сухой участок земли и разбивают лагерь, терпеливо ожидая любых признаков криптида. Этой же ночью на них нападает существо, едва не убив Паху и заставив Ривса сражаться с чудовищем один на один. Ривсу удаётся вызвать по рации шерифа и последними патронами отстреливаться от монстра. В итоге на рассвете шериф приезжает и забирает обоих парней в больницу.

## В ролях
- Джек Элам — Джо Кантон
- Даб Тейлор[англ.] — дедушка Бриджес
- Деннис Фимпл[англ.] — Паху
- Джон Дэвид Карсон[англ.] — Ривс
- Билл Турман[англ.] — шериф Билли Картер
- Джим Маккалло мл. — Орвилл Бриджес
- Рой Татум — Фред/существо
- Кэтрин Хартт — официантка Ева
- Бекки Смизер — Бекки Картер
- Мишель Уиллингем — Мишель
- Ивлин Хиндрикс — бабушка Брайдс
- Роджер Панкейк — Эйч Би
- Карен Брукс — мать Орвилла
- Чейз Татум[англ.] — маленький Орвилл
- Боб Кайл — Руфус
- Джой Н. Хоук мл.[англ.] — профессор Бёрч
- Ай Эм «Бадди» Брамли-младший — парикмахер (в титрах не указа)

## Производство

Ривс (Джон Дэвид Карсон) и Паху (Деннис Фимпл) берут интервью у Орвилла Бриджеса (Джим Маккалоу мл.) и дедушки Бриджеса (Даб Тейлор) об их встречах с существом из Чёрного озера.

Фильм «Существо из Чёрного озера» был одним из множества фильмов о снежном человеке, вышедших на экраны в 1970-х годах. Также на эту тему в то время были сняты: «Крик калеки» (1974), «Проклятие Бигфута» (1975), «Таинственные монстры» (1975), «Легенда о Бигфуте» (1976), «В поисках Бигфута» (1976), «Сасквоч, легенда о Бигфуте» (1976), «Снежное чудище» (1977), «Человек-зверь! Миф или монстр?» (1978), «Пленение Бигфута» (1979) и «Ночь демона» (1980). Все эти фильмы были сняты независимыми режиссёрами, как правило, на региональном уровне и предназначались для зрителей автокинотеатров.
Волна популярности фильмов на подобную тему поднялась благодаря кассовому успеху фильма «Легенда Богги Крик» (1972). Одними из тех, кто хотел заработать на этой теме была команда отца и сына из Шривпорта, штат Луизиана. Команда состояла из сценариста и актёра Джима Маккалло-младшего и его отца, Джима Маккалло-старшего, который был одним из продюсеров фильма 1974 года «Цветок красного папоротника». Впоследствии этим тандемом они выпустили ещё несколько картин, например: «Ночь убийств» (1983), «Встреча с Авророй» (1986), «Видеоубийства» (1988) и «Чудо в Сент-Таммани» (1994). Под влиянием истории о монстре Фаука и Криттер Каддо — ещё одного большого обезьяноподобного существа, которое, якобы обитает в районе озера Каддо, — Маккалло решили создать свою собственную версию фильма. Сценарий был написан Маккалло-младшим и снят компанией его отца, Jim McCullough Productions. Маккало сотрудничал с малобюджетным дистрибьютором Howco International Pictures и даже пригласил Джоя Н. Хоука-младшего — сына президента Howco Джоя Хоука-старшего в качестве режиссёра. Хотя сценарий Маккалло-младшего является чисто вымышленным, местные легенды о таинственных существах, в том числе о монстре Фаука, послужили источником вдохновения. Съёмки и действие истории происходит в реальном городе Ойл-Сити, штат Луизиана, который находится примерно в 120 милях к югу от Фаука у восточного берега озера Каддо. Название фильма, предположительно, было взято от озера Блэк-Байю, небольшого водоёма, расположенного к северу, хотя основные съёмки болотных сцен проходили в близи озера Каддо.
В фильме снялись ветераны кино, характерные актёры Джек Элам на счету которого более 200 ролей в кино и на телевидении и Даб Тейлор на счету которого также более 100 актёрский ролей. В роли шерифа Билли Картера выступил характерный актёр Билл Турман. Турман сделал карьеру часто играя роли законников и героев вестернов, а роль в этом фильме стала одной из самых больших его ролей.
Оператором фильма выступил Дин Канди, в будущем номинант на премию «Оскар» за фильм «Кто подставил кролика Роджера» (1988). В том же 1976 году, после работы над «Существом из Чёрного озера» он принялся за работу над «Хэллоуином» Джона Карпентера. На протяжении всего фильма «Существо из Чёрного озера» Канди использовал сбалансированные широкоэкранные композиции и схему освещения синим гелем для ночных сцен, которая станет отличительной чертой его стиля.
Постер для фильма нарисовал американский художник иллюстратор Ральф Маккуорри, который в то время работал практически только с компанией Howco International Pictures.

## Релиз
Премьера в США состоялась 11 марта 1976 года. В 1982 году фильм был перевыпущен в кинотеатрах в составе многофильмового пакета под общим названием 5 Deranged Features. Помимо самого «Существа из Чёрного озера» под другими названиями сразу показывали ещё четыре фильма: «Дракула против Франкенштейна» (1971), «Кудесник крови» (1970), «Крик калеки» и «Перемалыватели трупов» (1971).

### На домашних носителях
Фильм «Существо из Чёрного озера» был впервые выпущен на DVD компанией Boulevard 5 июля 2005 года. Позже фильм был выпущен Tango Entertainment 4 мая 2006 года. В 2015 году фильм был выпущен компаниями VFN и Education 2000 10 июля и 16 июля соответственно. Выход фильма на BluRay намечен на 13 декабря 2022 года.

## Критика
TV Guide присвоил фильму одну звезду из четырёх, написав: «Несмотря на очевидные недостатки, этот ультра-низкобюджетный фильм о снежном человеке — поджанр, который всегда страдает от недостатка производственных средств — вполне смотрибелен». Сайт, специализирующийся на ужасах TerrorTrap.com дал фильму три звезды из четырёх, заявив, что он «выше среднего фильма о существах». Джордж Р. Рейс с сайта DVD Drive-in дал фильму отрицательную рецензию, назвав его «скучным и слишком болтливым». Бретт Х. c сайта Oh, the Horror! критикует сценарий фильма, в котором не было ни действия, ни саспенса.
Автор рецензии на сайте B&S About Movies отмечает, что в фильме много характерных актёров, особенно выделив Джека Элама, который по мнению рецензента лучше всех в картине справляется со своей ролью. Автор хвалит операторскую работу Дина Канди, и делает вывод, что это «не типичный мрачный болотный фильм семидесятых».
В наше время некоторые критики называют фильм культовым и причисляют его к лучшим фильм о снежном человеке. Автор Дэвид Коулмэн писал, что данный фильм «легковесный представитель» жанра фильмов о снежном человеке, но в результате «неожиданно интересный». Он также отмечает, что фильм не делает ошибку многих подобных картин, старающихся быть слишком серьёзными. Создатели фильма сделали правильный выбор не показывать монстра слишком часто, а также наполнить сюжет «здоровыми дозами регионального реализма и юмора».